# Трамплін

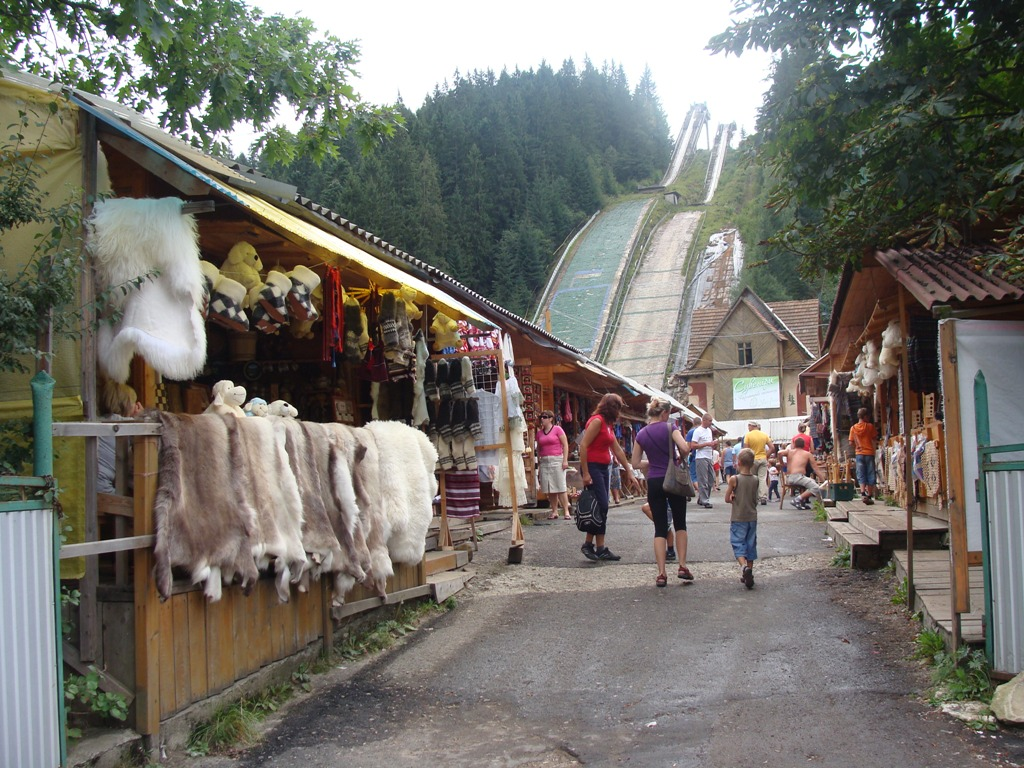
Гірськолижний трамплін (Ворохта)

Трамплі́н (фр. tremplin < італ. trampolino < trampolo — «ходулі») — спортивна споруда (пристрій) для збільшення дороги польоту тіла спортсмена при стрибках на лижах, у воду та у гімнастиці.

## Види трамплінів

### Трамплін для стрибків на лижах
Трамплін для стрибків на лижах — споруда у вигляді штучної (природної) гори, що складається зі стартових майданчиків, гори розгону (висота 20—80 м, довжина 60—110 м, ширина 3—4 м, кут нахилу 27—38°), столу відриву (ширина 4—6 м, висота 1—4 м), гори приземлення (ширина 15—20 м) і майданчика зупинки. Загальна висота трампліна від стартового майданчика до майданчика зупинки зазвичай перевищує розрахункову довжину стрибка в 1,5 раза. Трампліни поділяються за потужністю (розрахунковою довжиною стрибка) на навчальні (до 20 м), малі (20—50 м), середні (50—70 м), великі (70—90 м) та для польотів на лижах (понад 120 м). Трамплін обладнують підіймальними пристроями (ліфт, канатна дорога і ін.) для транспортування спортсменів на стартовий майданчик. У безсніжний період на середніх трамплінах застосовують штучне синтетичне покриття.

### Трамплін для стрибків на водних лижах
Трамплін для стрибків на водних лижах — пологий похилий поміст з гладкою поверхнею довжиною 6,4—6,7 м (над водою) і шириною 3,7—4,3 м. Висота верхнього зрізу столу трампліна над водою 1,5—1,8 м.

### Трамплін для стрибків у воду
Трамплін для стрибків у воду — пружний майданчик (дошка) довжиною 4,8—5 м, шириною 0,5 м, переважно з дюралюмінієвих сплавів фігурного профілю, з шорсткою поверхнею або із закріпленою на ній дерев'яною (кокосовою) доріжкою. Висота дошки трампліна від поверхні води 1; 3; 5; 7,5; 10 м.

### Трамплін гімнастичний
Трамплін гімнастичний — дошка (з міцною основою), що пружинить похило, для посилення відскоку при гімнастичних, акробатичних і тренувальних легкоатлетичних стрибках. Між дошкою і підставкою кріпиться клин або пружина, переміщення яких змінює пружність дошки.